# Мартолосы
Мартолосы (тур. martolos, от греч. armatolos — «вооруженный стражник») — отряды внутренней стражи в балканских провинциях Османской империи (в Румелии), наибольшее распространение получили в XV-XVII веках. В наиболее удаленных районах Македонии мартолосы продолжали действовать вплоть до эпохи Танзимата. Как правило, мартолосы вербовались из рядов местного православного населения, реже — из новообращенных мусульман. Имели значительные привилегии и освобождение от многих налогов, включая джизью и харадж.

## Обязанности
В разных санджаках на мартолосов возлагались различные задачи, наиболее часто встречаются:
- полицейские функции, патрулирование, поиск и задержание преступников;
- борьба с гайдуками;
- охрана крепостей, мостов, дорог, шахт;
- вспомогательная помощь в военных походах;
- пограничная стража;
- содействие сборщикам налогов.

## Близкие категории
- войнуки
- арматолы
- дербенджи